# Lorenzo Andrenacci
Lorenzo Andrenacci (ur. 2 stycznia 1995 w Fermo) – włoski piłkarz występujący na pozycji obrońcy we włoskim klubie Genoa. Wychowanek Milanu, w trakcie swojej kariery grał także w takich zespołach, jak Brescia, Como oraz Fano.